# Врхтребнє
Врхтребнє (словен. Vrhtrebnje) — поселення в общині Требнє, регіон Південно-Східна Словенія, Словенія.